# 幸福分享
幸福分享（英語：Doctor Geoff），是一匹曾在愛爾蘭和香港出賽的已退役賽駒，來港後早期練馬師是告東尼，後期是呂健威。

## 簡介
2017年11月26日，「幸福分享」於香港首次出賽。
2018年6月27日，「幸福分享」打開其在港的勝利之門。
2020年1月8日，何澤堯策騎「幸福分享」出戰國際三級賽一月盃，以一個半馬位之先擊敗第二名的「協霸神駒」奪魁。這次勝利是「幸福分享」第三度揚威跑馬地馬場1800米賽事，可見牠是這途程的專家。賽後，何澤堯說：「一度我曾以為『馬克羅斯』的走勢比我們好，但當我在直路上作出催策時，坐騎反應甚佳，以強勢直奔終點。」練馬師呂健威說：「馬兒喜跑谷中此程，而且今仗亦有輕磅之利。」他續說：「牠偶然會較為緊張，但當牠來到跑馬地時，情緒會較為安定，而谷中的短直路亦更合其發揮。」
2020年4月14日，「幸福分享」即使已入選女皇盃參戰馬，但由於2018年11月曾經被驗出左前足淺趾屈肌腱受傷，甚至於香港金盃賽後開始缺課，最終宣告退役，正式結束其競賽生涯。

## 在港勝出賽事全紀錄
| 比賽日期   | 賽事名稱                     | 賽事班次 | 賽道 | 賽事路程 | 比賽馬場   | 名次 | 完成時間 | 騎師   |
| ---------- | ---------------------------- | -------- | ---- | -------- | ---------- | ---- | -------- | ------ |
| 27/06/2018 | 馬拉華度賽馬會挑戰盃（讓賽） | 第二班   | 草地 | 1800米   | 跑馬地馬場 | 1    | 1:48.07  | 潘頓   |
| 05/06/2019 | 黃泥涌峽讓賽                 | 第二班   | 草地 | 1800米   | 跑馬地馬場 | 1    | 1:49.67  | 杜美爾 |
| 08/01/2020 | 一月盃（讓賽）               | G3       | 草地 | 1800米   | 跑馬地馬場 | 1    | 1:48.10  | 何澤堯 |

## 在港一級賽出賽全紀錄
| 比賽日期   | 賽事名稱         | 賽事班次 | 賽道 | 賽事路程 | 比賽馬場 | 名次 | 完成時間 | 騎師   |
| ---------- | ---------------- | -------- | ---- | -------- | -------- | ---- | -------- | ------ |
| 16/02/2020 | 花旗銀行香港金盃 | G1       | 草地 | 2000米   | 沙田馬場 | 8    | 2:02.68  | 梁家俊 |

## 外部連結
- . 2020-01-09  [2020-01-09]. （原始内容存档于2021-03-05）.